# 烏梁素海
烏梁素海（ウランスハイ）は内モンゴル自治区バヤンノール市ウラド前旗にある淡水湖。
面積280km2、南北35～40km、東西5～10km。黄河の旧河道が切り離された三日月湖である。
水源は主に漢代より続けられている河套灌区の灌漑用水の末端排水路からである。付近の地下水の塩分濃度はこの湖の水位の影響を受けており、1983年に完成した黄河への排水路によって水位調節されている。
天然資源は豊富で、漁業が盛んな上、多くの野鳥が生息する。
座標: 北緯40度56分 東経108度52分 / 北緯40.933度 東経108.867度